# اروتیکا (ترانه)
«اروتیکا» (به انگلیسی: Erotica) تک‌آهنگی از هنرمند اهل ایالات متحده آمریکا مدونا است که در سال ۱۹۹۲ میلادی منتشر شد. این تک‌آهنگ در آلبوم اروتیکا قرار داشت.